# St. Lambertus (Immerath (neu))

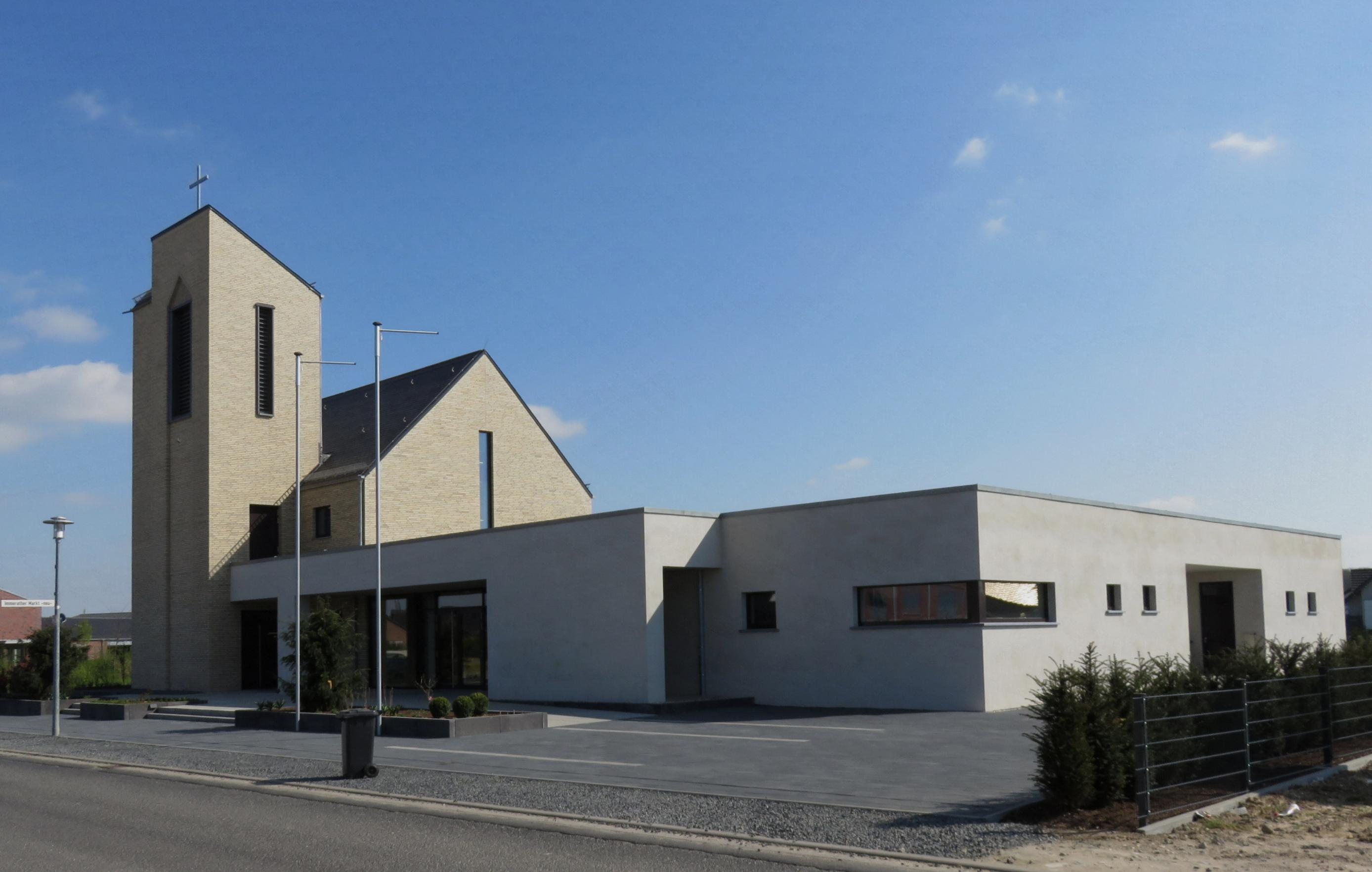
St. Lambertus in Immerath

St. Lambertus ist die römisch-katholische Kapelle des Erkelenzer Stadtteils Immerath (neu) im Kreis Heinsberg, Nordrhein-Westfalen.
Das Bauwerk gehört zur Erkelenzer Großpfarre Christkönig.

## Lage
Die Kapelle befindet sich im Ortszentrum von Immerath (neu) an der Ecke Rurstraße / An St. Lambertus. An der Südseite des Gebäudes befindet sich der Immerather Markt und im Osten der Kaisersaal. Die räumliche Situation wurde in Anlehnung an die Situation im alten Ort Immerath geplant. Dort befand sich die Pfarrkirche ebenfalls an der Rurstraße und südlich davon war der Immerather Markt.

## Geschichte

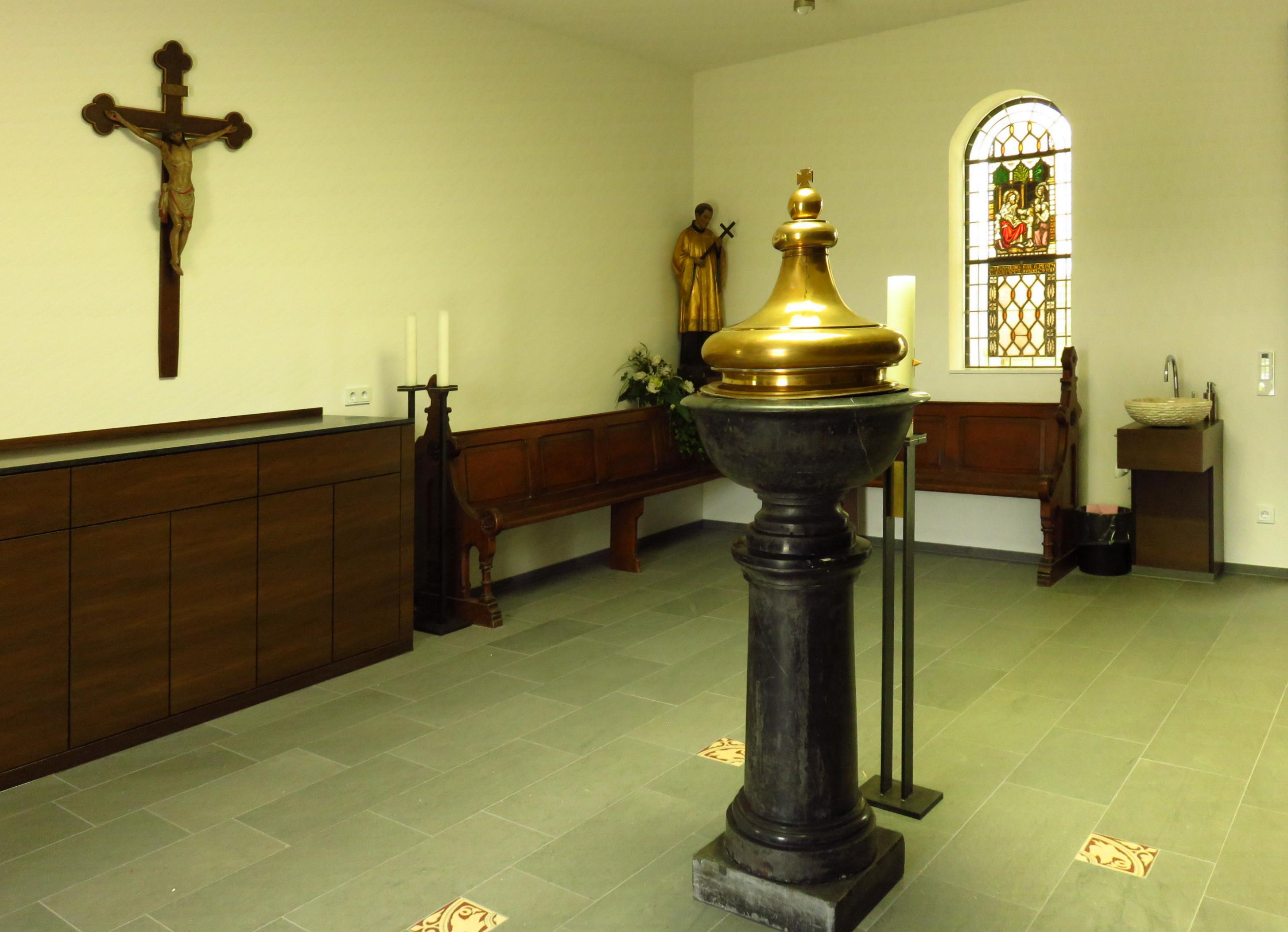
Taufkapelle mit dem translozierten Kirchenfenster Jesus, der Kinderfreund

Da der Ort Immerath bis 2018 dem Tagebau Garzweiler weichen muss, ebenso wie die ehemalige Pfarrkirche St. Lambertus, im Volksmund wegen ihrer Größe auch Immerather Dom genannt, wurde ein Ersatzbau im Umsiedlungsort erforderlich. Jedoch wurde beschlossen, am neuen Standort keine Kirche mehr zu erbauen, sondern eine wesentlich kleinere Kapelle.
Die alte Kirche in Immerath wurde am 13. Oktober 2013 durch den Aachener Domkapitular Rolf-Peter Cremer profaniert und am 8. und 9. Januar 2018 abgerissen.
Der erste Spatenstich für den Bau der Kapelle in Immerath (neu) erfolgte am 13. September 2013 und die Grundsteinlegung fand am 12. April 2014 statt. Die Pläne für den Bau lieferte der Erkelenzer Architekt Johannes Klomp. Die feierliche Konsekration des Gotteshauses erfolgte schließlich am 28. März 2015 durch den Aachener Weihbischof Karl Borsch.

## Baubeschreibung
St. Lambertus ist eine einschiffige Saalkirche mit einem rechteckigen Chor und einem seitlich angebauten, niedrigen Glockenturm. An zwei Seiten ist ein eingeschossiges Gemeindezentrum an die eigentliche Kapelle angebaut und mit Durchgängen mit dieser verbunden. Die Kapelle wurde zudem mit Ziegelsteinen verblendet, die in ihrer Farbgebung an die mit Tuffsteinen verblendete alte Immerather Kirche St. Lambertus erinnern sollen. Außerdem wurde das Gotteshaus als Passivhaus errichtet.

## Ausstattung

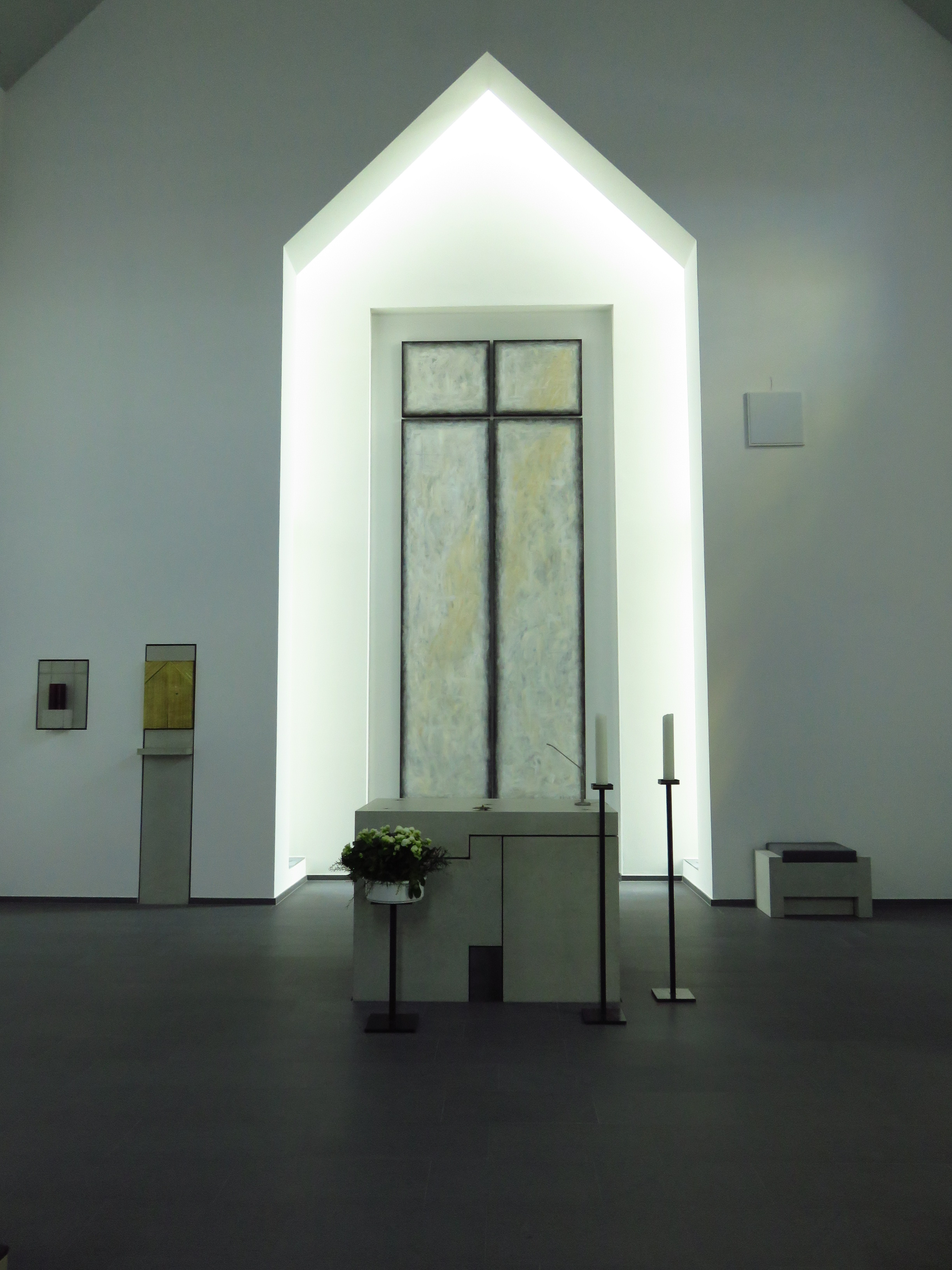
Altarraum

Im Innenraum befinden sich ein Volksaltar, Ambo und ein großes Altarkreuz vom Erkelenzer Künstler Karl-Heinz Laufs aus dem Jahr 2014. Aus der alten Immerather Kirche wurden das neobarocke Taufbecken, einige Bodenfliesen sowie einige Heiligenfiguren und ein spätgotisches Kreuz aus der Zeit um 1400 übernommen.
Ebenfalls aus dem alten Immerather Dom wurden die sechs noch erhaltenen originalen Bleiglasfenster transloziert. Die Fenster wurden 1891 von der Kölner Glasmanufaktur Schneiders & Schmolz hergestellt. Während die restlichen Fenster der alten Immerather Kirche im Januar 1945 vollständig zerstört wurden, konnten die folgenden Fenster im Seiteneingang und der Sakristei restauriert werden:
- Verkündigung an Maria
- Jesus der Kinderfreund
- St. Anna mit Maria
- Verlobung von Maria mit Joseph von Nazareth
- Tod des heiligen Joseph
- Was ihr dem Geringsten meiner Brüder tut, das habt ihr mir getan

Die Kirchenfenster wurden 2015 in den Kirchenneubau – unter anderem in die Taufkapelle, die Sakristei und den Versammlungsraum – integriert.

## Glocken
Im 16 Meter hohen Turm hängen die vier Bronzeglocken der sechs alten Immerather Glocken.
| Glocke | Name                | Durchmesser | Masse ≈ | Schlagton (HT-1⁄16) | Gießer                      | Gussjahr |
| ------ | ------------------- | ----------- | ------- | ------------------- | --------------------------- | -------- |
| 1      | Jesus und Maria     | 1010 mm     | 800 kg  | g′+5                | Gregorius van Trier         | 1512     |
| 2      | Lambertus           | 868 mm      | 550 kg  | a′-1                | Gregorius van Trier         | 1496     |
| 3      | Johannes            | 770 mm      | 380 kg  | c″+1                | Fa. Mabilon & Co., Saarburg | 1981     |
| 4      | Nikolaus und Agatha | 593 mm      | 75 kg   | e″+6                | Peter van Trier             | 1670     |